# Julius von Ficker
Pour les articles homonymes, voir Ficker.
Julius von Ficker ou Johann Kaspar Julius Ficker von Feldhaus, né le 30 avril 1826 à Paderborn et mort le 10 juin 1902 à Innsbruck, est un historien catholique prussien.
En 1898, il reçoit la croix Pour le Mérite des Sciences et des Arts.

## Biographie
Né à Paderborn, Ficker étudie l'histoire et le droit à Bonn, Münster et Berlin, et vit à Francfort entre 1848 et 1849, où il est étroitement associé à Johann Friedrich Böhmer, qui se révèle un ami et un important mécène. En 1852, il se rend à Bonn, mais accepte peu après une invitation du comte Léopold Thun-Hohenstein, le réorganisateur du système éducatif autrichien, à s'installer à Innsbruck comme professeur d'histoire. En 1863, cependant, il rejoint la faculté de jurisprudence et ses cours d'histoire politique et juridique attirent autour de lui un large cercle d'élèves dévoués et admiratifs. En 1866, il est élu membre de l'Académie autrichienne des sciences et prend sa retraite après avoir été anobli par l'empereur d'Autriche François-Joseph en 1879.
Au cours de la période 1859-1866, déclenchée par la publication du Geschichte der deutschen Kaiserzeit de Wilhelm von Giesebrecht, il est engagé dans une controverse littéraire avec l'historien Heinrich von Sybel sur l'importance du Saint Empire romain germanique. Ficker préconise alors et défend la théorie selon laquelle l'Autriche, en raison de son mélange de races, est la mieux placée pour succéder à l'ancien empire pour assurer le progrès politique de l'Europe centrale et de l'Allemagne. À l'appui de sa théorie, il écrit Das deutsche Kaiserreich in seinen universalen und nationalen Beziehungen (Innsbruck, 1861) et Deutsches Königtum und Kaisertum (Innsbruck, 1862). En tant que légataire du domaine littéraire de Böhmer, il publie les Acta Imperii selecta (Innsbruck, 1870) et dirige l'achèvement et la révision de la Regesta Imperii.
Il meurt à Innsbruck en 1902, à l'âge de 76 ans. Il est le père de Ludwig von Ficker, de Heinrich von Ficker et de Rudolf von Ficker (de).

## Publications

### Histoire politique
- Rainald von Dassel, Reichskanzler und Erzbischof von Köln (Cologne, 1850)
- Münsterische Chroniken des Mittelalters (Münster, 1851)
- Engelbert II de Berg, Erzbischof von Köln (Cologne, 1853)
- Die Überreste des deutschen Reichsarchivs in Pisa (Vienne, 1855).

### Histoire juridique
- Über einen Spiegel deutscher Leute (Vienne, 1857)
- Über die Entstehungszeit des Sachsenspiegels (Innsbruck 1859)
- Vom Reichsfürstenstande (Innsbruck, 1861)
- Forschungen zur Reichs- und Rechtsgeschichte Italiens (4 vols., Innsbruck, 1868–1874)
- Untersuchungen zur Rechtsgeschichte (3 vols., Innsbruck, 1891–97).

### Diplomatie
- Beiträge zur Urkundenlehre (2 vols., Innsbruck, 1877–1878).